# Midkine
Le midkine est une protéine dont le gène est MDK situé sur le chromosome 11 humain. Il est appelé également NEGF2 (pour «  neurite growth-promoting factor 2 »).

## Rôles
Il s'agit d'un facteur de croissance pouvant se fixer sur l'héparine.
Au niveau vasculaire, il augmente l'expression de l'interleukine 8. Il favoriserait la formation d'un néo-intima après une angioplastie, première étape théorique de la resténose. Il intervient également dans la migration de cellules inflammatoires après une atteinte de type ischémique.

## En médecine
L'élévation de son taux sanguin est en cours d'étude comme marqueur de l'inflammation de l'athérome.